# Sphoeroides parvus
Sphoeroides parvus är en fiskart som beskrevs av Shipp och Yerger 1969. Sphoeroides parvus ingår i släktet Sphoeroides och familjen blåsfiskar. Inga underarter finns listade i Catalogue of Life.